# Burret
Burret is een gemeente in het Franse departement Ariège (regio Occitanie) en telt 40 inwoners (2009). De plaats maakt deel uit van het arrondissement Foix.

## Geografie
De oppervlakte van Burret bedraagt 4,5 km², de bevolkingsdichtheid is dus 8,9 inwoners per km².
De onderstaande kaart toont de ligging van Burret met de belangrijkste infrastructuur en aangrenzende gemeenten.

## Demografie
Onderstaande figuur toont het verloop van het inwonertal (bron: INSEE-tellingen).

Vanwege een beveiligingsprobleem met de MediaWiki Graph-software is het momenteel niet mogelijk deze grafiek weer te geven. Zodra de software is bijgewerkt zal de grafiek vanzelf weer zichtbaar worden.

## Cultuur
Burret maakt deel uit van een reeks Franse gemeenten die de Groene Esperanto-ster hebben ontvangen, een onderscheiding die wordt gegeven aan de burgemeesters die in hun gemeente een telling hebben gedaan van het aantal Esperanto-sprekers. 